# IC 3029
IC 3029 је спирална галаксија у сазвјежђу Береникина коса која се налази на листи објеката дубоког неба у Индекс каталогу.
Деклинација објекта је + 13° 19' 53" а ректасцензија 12h 10m 41,8s. Привидна величина (магнитуда) објекта IC 3029 износи 14,1 а фотографска магнитуда 14,8. IC 3029 је још познат и под ознакама UGC 7171, MCG 2-31-41, CGCG 69-71, VCC 27, 8ZW 173, PGC 38755.